# Абу Симбел
Абу Симбел (на арабски: أبو سمبل) е древноегипетски храмов комплекс в област Асуан, южен Египет, от средата на XIII век пр. Хр. и включващ два храма, посветени на фараона Рамзес II и на съпругата му Нефертари.
Първоначално разположен на западния бряг на река Нил, през 1964 – 1968 година при строителството на язовира „Насър“ той е разглобен и преместен на плато, 64 метра по-високо от оригиналното му местоположение, за да не бъде залят от водите на язовира.

## История
Следвайки примера на предците си, стремили се да задържат властта над Нубия чрез издигането на крепости и храмове, Рамзес II построява храмовете след победата си в битката при Кадеш (Kadesh, Qadesh). Цялата композиция внушава могъществото на фараона и подчертава божествения му статут.
Открити са през 1813 г. от Йохан Лудвиг Буркхарт по време на пътуванията му по Нил. Той открива в пясъците горен фриз на единия от храмовете и споделя находката си с италианския изследовател Джовани Батиста Белцони, който успява през 1817 г. да разкрие входа и да влезе във вътрешността.

## Описание
Големият храм е посветен на бога-слънце Ра и на боговете Хор и Птах. Той се смята за най-големия и най-красивия храм от времето на Рамзес II и за един от най-красивите египетски храмове. Фасадата му е украсена с четири колоса с чертите на Рамзес, носещ двойната корона на Горен и Долен Египет. Статуите са издялани в самата скала, използвайки естествения ѝ наклон, достигат 20 m височина и се виждат отдалеч. Статуята вляво от входа е била повредена по време на земетресение, което оставило само долната и част на мястото си, а горната лежи в пясъка пред храма. Освен четирите големи статуи има и няколко по-малки.
Образът на Рамзес господства из целия храм: над входа е изсечено името му, в първото помещение на светилището има пиластри със стоящи гигантски статуи на фараона, стените на залите са покрити със сцени от победите му, а в култовото помещение за молитви (светилището) са разположени статуи на боговете Амон-Ра, Птах и Хор, както и на самия Рамзес. Стените са покрити с барелефи, също прославящи Рамзес. Предполага се, че оста на храма е проектирана така, че на 21 октомври и на 21 февруари, съответно 61 дни преди и 61 дни след зимното слънцестоене, слънчевите лъчи да проникват в светилището и да осветяват три от скулптурите, като тази на Птах, бога на подземния свят, остава винаги на тъмно.
Малкият храм е посветен на египетския бог Хатхор и е издигнат в чест на Нефертари, жената на Рамзес II. Той е построен на стотина метра на североизток от Големия храм. Това е вторият храм, посветен на кралица в историята на античен Египет, след храма, построен от Ехнатон и посветен на Нефертити, считана за една от най-красивите жени в световната история.